# Justinus Kerner
Justinus Andreas Christian Kerner (ur. 18 września 1786 w Ludwigsburgu, zm. 21 lutego 1862 w Weinsbergu) – niemiecki poeta i pisarz spirytualistyczny.

## Życiorys
Po śmierci ojca (1799) pracował w fabryce odzieżowej, później podjął studia medyczne w Tybindze, następnie pracował jako lekarz. Poznał Ludwiga Uhlanda, w związku z czym zainteresował się poezją i zajął się twórczością poetycką. Od 1818 mieszkał i pracował w Weinsbergu. W 1811 napisał swoją pierwszą książkę, Reiseschatten: von dem Schattenspieler Luchs łączącą poezję z prozą, w 1826 wydał zbiór poezji Gedichte. Pisał późnoromantyczne nastrojowe wiersze i ballady oraz powieści i autobiografię. Napisał pieśń o Polsce Lied eines wandernden Polen. Interesował się somnambulizmem. Przyjaźnił się z poetami Friedrichem Hölderlinem i Nikolausem Lenau, w sierpniu 1851 r. poznał w Baden Zygmunta i Elizę Krasińskich. W 1856 opublikował pracę Franza Antona Mesmera o zwierzęcym magnetyzmie.